# موسيقى إلكترونية
الموسيقى الإلكترونية هي الموسيقى التي توظّف الآلات الموسيقية الإلكترونية، والآلات الرقمية، وتقنيات الدارات الإلكترونية الموسيقية. بشكل عام، يمكن التمييز بين الصوت الناتج عن استخدام الوسائل الكهروميكانيكيّة (الموسيقى الكهروصوتيّة)، وذلك الناتج عن استخدام الأدوات الإلكترونية وحدها. تشمل الأدوات الكهروميكانيكيّة عناصر آلِيّة، مثل الأوتار والمطارق وما إلى ذلك، وعناصر كهربائية مثل اللواقط المغنطيسية ومضخّمات القدرة ومكبّرات الصَّوت. يُعتبر كل من أرغن التلهارمونيوم الكهربائيّ وأورغن هاموند والغيتار الكهربائيّ مثالًا عن الآلات التي ينتجها الصوت الكهروميكانيكيّ، إذ تُعد خصيصًا ليسمعها العازفون والجماهير عبر مُضَخِّم آليّ ووحدة المِجهار الحاويّة. ليس للآلات الإلكترونيّة الصرفة أوتارًا تهتز أو مطارق أو أي آليَّات أخرى لإصدار الصوت. تستطيع بعض الأجهزة مثل الثيرمين والسنثسيزر (مُركِّبُ الصوت المُصطنَع) والحاسوب إنتاج أصوات إلكترونيّة.
طُورت الأجهزة الإلكترونية الأولى لأداء الموسيقى في نهاية القرن التاسع عشر، واكتشف المستقبليون الإيطاليون بعد ذلك بمدة قصيرة أصواتًا لم تُعتبر موسيقيةً. خلال عشرينيات وثلاثينيات القرن العشرين، قُدمت الآلات الإلكترونية وصُنعت المؤلفات الأولى الخاصة بها. وبحلول الأربعينيات، سمح ظهور الشريط الصوتي المغناطيسي للموسيقيين بتسجيل الأصوات ومن ثم تعديلها عبر تغيير سرعة الشريط أو اتجاهه، ما أدى إلى تطوير موسيقى التيب الكهروصوتيّة في أربعينيات القرن العشرين في كل من مصر وفرنسا. اعتمدت الموسيقى الملموسة، التي نشأت في باريس في عام 1948، على تعديل الأجزاء المسجلة للصوتين الطبيعي والصناعي معًا. أُنتجت الموسيقى المصنوعة من المولدات الإلكترونية لأول مرة في ألمانيا في عام 1953. نشأت الموسيقى الإلكترونية أيضًا في اليابان والولايات المتحدة في أوائل الخمسينيات. وقد شكل ظهور أجهزة الكومبيوتر في تأليف الموسيقى تطورًا مهمًا في خمسينيات القرن العشرين (على الرغم من ظهور التراكيب الخوارزمية في حد ذاتها في وقت أبكر بكثير، على سبيل المثال، لعبة النرد الموسيقية لموزارت).
في الستينيات، كانت الإلكترونيات المستخدمة في العروض الحية رائدةً في كل من أوروبا وأمريكا، وبدأت الآلات الموسيقيّة الإلكترونيّة اليابانيّة في التأثير على صناعة الموسيقى، بالإضافة إلى ظهور موسيقى الداب الجامايكيّة كشكل من أشكال الموسيقى الإلكترونيّة الشعبيّة. وفي أوائل السبعينيات، ساعد جهاز سنثسيزر الميني مُوغ وحيد الصَّوت إلى جانب الآلات الطبليّة اليابانية (آلة إلكترونيّة تأتي بأصوات كأصوات الطبل) في زيادة شعبية الموسيقى الإلكترونيّة المُركَّبة.
خلال السبعينيات، بدأت الموسيقى الإلكترونيّة تحظى بتأثيرٍ هام على الموسيقى الشائعة، مع تبنيها للسنثسيزرات مُتعدِّدة الأَنغام، والطُّبول الإلكترونيّة، والآلات الطبليّة، وآلات الأقراص الدوَّارة، من خلال ظهور أنواع موسيقية عديدة مثل الديسكو، والكراوتروك، والنيو وويف، والسينثبوب، والهيب هوب، والموسيقى الإلكترونيّة الراقصة. في الثمانينات، ازدادت هيمنة الموسيقى الإلكترونيّة على الموسيقى الشائعة، مع اعتماد أكبر على السنثسيزرات، واعتماد الآلات الطبليّة القابلة للبرمجة مثل رولاند تي آر-808 إلى جانب سثسيزرات البيس مثل تي بي-303. وفي أوائل الثمانينات، انتشرت تقنيات السنثسيزر الرقميّة بما في ذلك السنثسيزات الرقميّة مثل ياماها دي إكس 7، بالإضافة إلى تطوير الموسيقين وتجار الموسيقى للواجهة الرقمية للآلات الموسيقية (ميدي).
بحلول التسعينيات، غدت الموسيقى المُنتجة إلكترونيًا سائدةً، بسبب توفر تقنيات الموسيقى بأسعار معقولة. تشمل الموسيقى الإلكترونية المعاصرة أنواعًا ونطاقات عديدة، إذ تتراوح من الموسيقى الفنية التجريبيّة إلى الأشكال الشعبية مثل الموسيقى الإلكترونيّة الراقصة. وفي يومنا هذا، يمكن التعرف على موسيقى البوب الإلكترونية من خلال شكلها 4/4 وارتباطها مع الثقافة السائدة بشكل معاكس للأشكال السابقة المحدودة في السوق المتخصص.

## أصولها: من أواخر القرن التاسع عشر حتى أوائل القرن العشرين

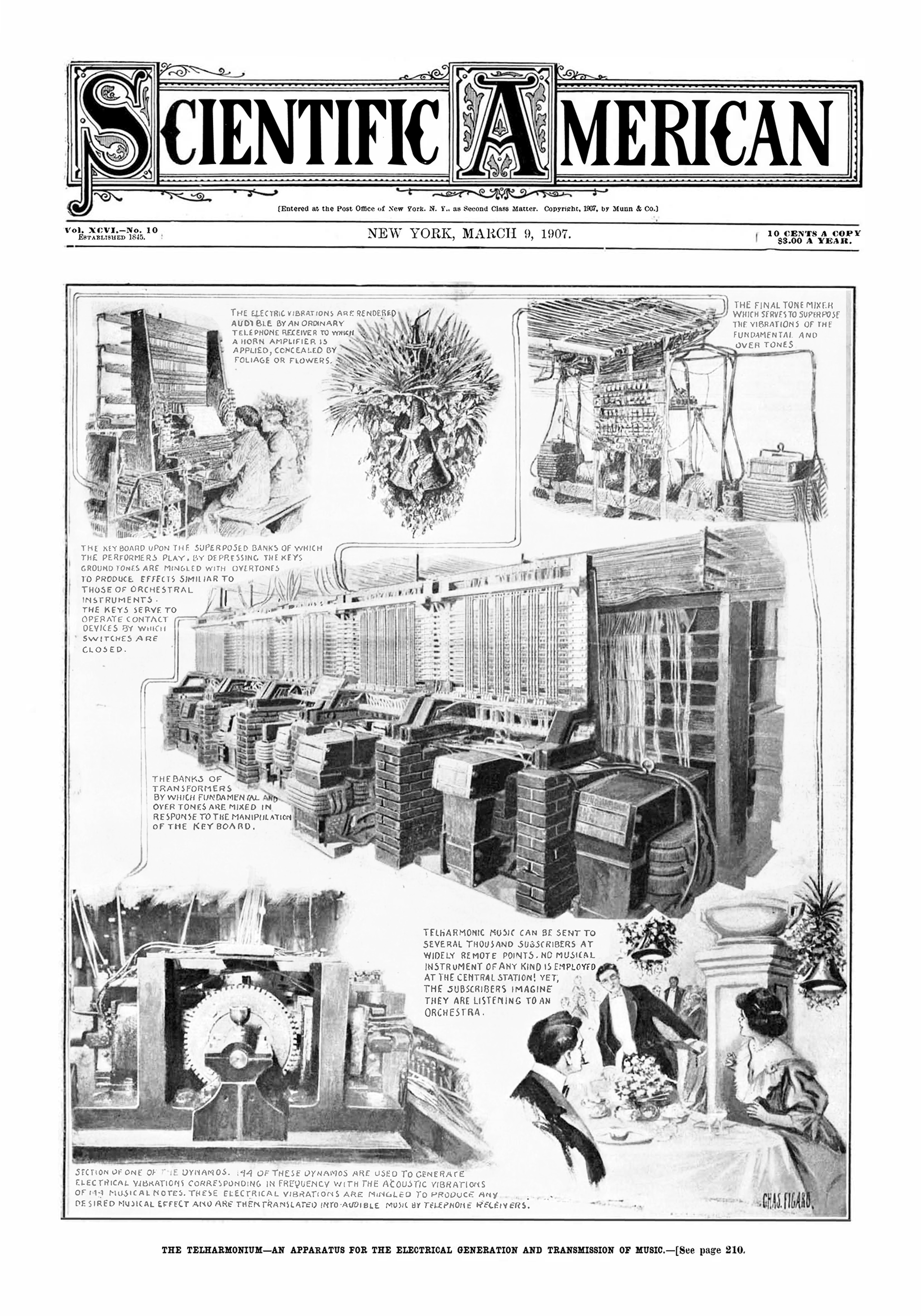
الصفحة الرئيسية لمجلة ساينتفك أميركان العلميّة عام (1907) حول حجم وآلية عمل ومدى شعبية أرغن التلهارمونيوم الكهربائيّ

بحلول القرن العشرين، أدت التجارب على الإلكترونيات الناشئة إلى تطور أول آلة موسيقية إلكترونية. لم تُبع هذه الاختراعات الأولية، بل اسُتخدمت عوضًا عن ذلك في المظاهرات والعروض العامة. قدموا للجمهور نسخًا منتجةً عن الموسيقى الموجودة مسبقًا بدلًا عن مؤلفات موسيقية جديدة. بينما فضل البعض الابتكار وأنتج نغمات بسيطة، ركّب أرغن التلهارمونيوم الكهربائيّ صوت الآلات الأوركسترالية بدقة. وقد حاز اهتمامًا شعبيًا مستمرًا وأحرز تقدمًا تجاريًا في بث الموسيقى المتدفقة عبر الشبكات الهاتفية.
رأى نقاد المؤتمرات الموسيقية في ذلك الوقت واعدةً في هذه التطورات. شجع فيراتشيو بوزوني على تأليف الموسيقى النغميّة الصغريّة (الميكروتونال) بواسطة الأجهزة الإلكترونية. تنبأ باستخدام الآلات في الموسيقى المستقلبية، وألف كتابه المؤثر خطة الجمالية الجديدة للموسيقى. بدأ المستقبليون أمثال فرانشيسكو باليلا براتيلا ولويجي روسولو بتأليف موسيقى يصاحبها ضجة صوتية لاستحداث الصوت الآلي. وتوقعوا حدوث توسعات في طابع الصوت الذي توفره الإلكترونيات في البيان المؤثر فن الضوضاء.

### التأليفات الأولى

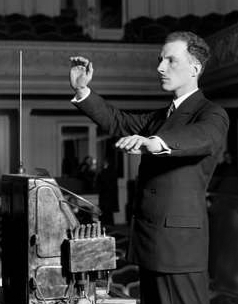
المخترع الروسيّ ليون ثيرمن يوضّح كيفية العزف على الثيرمين عام 1927

أدى تطور الصمامات المفرّغة إلى إنتاج آلات إلكترونية أصغر ذات مضخم إلكتروني، وقد كانت عمليةً بشكل أكبر من أجل العروض. بشكل خاص، أُنتجت آلات الثيرمين والأوند مارتينوه والتراوتونيوم تجاريًا بحلول أوائل الثلاثينيات.
منذ أواخر العشرينيات، أثرت العملية المتزايدة للآلات الموسيقية الإلكترونية على الملحنين مثل جوزيف شيلينجر لاعتمادها. استُخدمت عادةً في الأوركسترا، وألف معظم الملحنين أجزاءً موسيقيةً للثيرمين يُمكن تأديتها على الآلات الوترية.
انتقد ملحنو الموسيقى الطليعية الاستخدام السائد للآلات الإلكترونية لأهداف تقليدية. قدمت هذه الآلات توسعات في مصادر حدَّة الصَّوت التي استغلها دعاة الموسيقى الموسيقى النغميّة الصغريّة من أمثال تشارلز إيفز، وديميتريوس ليفيديس، وأوليفييه مسيان وإدغار فاريز. علاوةً على ذلك، استخدم بيرسي غراينجر الثيرمين للتخلي عن التنغيم الثابت بشكل كامل، بينما عامله الملحنون الروس من أمثال غافريل بوبوف كمصدر للضجيج في موسيقى النويز الصوتية الأخرى.

### تسجيل التجارب
توازي التطورات في تقنيات التسجيل المبكرة تطور الآلات الإلكترونية. اختُرعت الوسائل الأولى للتسجيل وإعادة إنتاج الصوت في أواخر القرن التاسع عشر باستخدام الفونوغراف الميكانيكي. أصبح مشغل الأسطوانات من الأدوات الكهربائية المنزلية الشائعة، وبحلول عشرينيات القرن العشرين، استخدمها الملحنون في تشغيل التسجيلات القصيرة في العروض.
أعقب إدخال التسجيل الكهربائي في عام 1925 زيادة في التجريب على مشغلات الأسطوانات. ألّف كل من بول هيندميث وإرنست توخ العديد من المقطوعات الموسيقية في عام 1930 عبر ترتيب تسجيلات الآلات ومقاطع الغناء بسرعات معدّلة. متأثرًا بهذه التقنية، ألّف جون كيج «المشهد التخيلي رقم. 1» في عام 1939 عبر ضبط سرعات النغمات المسجلة.
في الوقت ذاته، بدأ الملحنون في التجريب على تقنية صوت على فيلم (فيلم ذو مَسار صوتي مصاحِب له) المتطورة حديثًا. إذ أمكن ربط التسجيلات ببعضها البعض لتشكل تراكيب صوتية، مثل تلك التي ألّفها تريستان تزارا، وكورت شفيترز، وفيليبو توماسو مارينتيني، وفالتر روتمان، ودزيجا فيرتوف. بالإضافة إلى ذلك، سمحت هذه التقنية بإنشاء الصوت وتعديله رسميًا. استُخدمت هذه التقنيات في تأليف الموسيقى التصويرية في العديد من الأفلام في روسيا وألمانيا، إلى جانب فيلم «دكتور جيكل والسيد هايد» الشهير في الولايات المتحدة. استمرت التجارب على الصوت البياني بواسطة نورمان ماكلارين في أواخر الثلاثينات.